# Таяма Катай
Таяма Катай (яп. 田山 花袋; 1872—1930; справжнє ім'я: Таяма Рокуя) — японський письменник, який вважається одним із засновників руху за натуралізм у літературі та творцем жанру его-роману або повісті про себе («ватакусі-сьосецу»). Просував принципи натуралізму, як художньою творчістю, так і теоретичними статтями. Був засновником і редактором журналу «Літературний світ» («Бунсьо-секай»).

## Біографія
Таяма Рокуя народився у родині дрібного самурая у провінційному містечку Татебаясі. Мав двох братів і сестру. Батько Рукуї загинув на Сацумській війні 1877 року, через що сім'я жила бідно. Малому Рукуї довелось здобувати освіту головно самотужки, оскільки доступна сім'ї традиційна самурайська освіта зводилась до студіювання китайських класиків. У віці 18 років познайомився з японською класичною поезією, але швидко перемикнувся на західну літературу. У 1891 році затоваришував із літератором Емі Суйїном і під його впливом почав писати сам. На початковому етапі творчості його наставником також був Одзакі Койо; товаришував із літератором Кунікідою Доппо.
Таяма Катай дебютував у літературі в 1891 році оповіданням «Динячий баштан». У 1896 році опублікував друге оповідання — «Вода забуття», у 1899 році — оповідання «Рідні місця». Ці твори склали «романтичний» період творчості Таями.
У 1902 році Таяма написав оповідання «Дзюемон-но сайго» («Кінець Дзюемона») і вслід виголосив літературний принцип «плаского зображення», а в 1904 році — принцип «неприкрашеного опису». У 1906 році заснував журнал «Літературний світ» («Бунсьо-секай»), який згодом став майданчиком для розробки й просування його літературної течії.
Під час Російсько-японської війни (1904—1905 рр.) Таяма був воєнним кореспондентом у Маньчжурії. На підставі цього досвіду він написав антивоєнні новели «Рядовий» (або «Солдат») і «Скрип коліс».
У 1907 році вийшла друком натуралістична повість Таями «Постіль», яка стала сенсацією. В основу сюжету повісті лягла історія закоханості автора, тоді вже одруженого й дітного, у свою юну ученицю.
З 1908 по 1910 роки написані три найбільші твори Таями, котрі, як і «Постіль», значною мірою автобіографічні: «Життя», «Дружина», «Кревність».
Пік письменницької кар'єри Таями припав на перше десятиліття XX століття, але вже в 1910-і роки він відходить на другий план. Перебуваючи в духовній кризі, письменник намагався знайти відповіді на життєві запитання, звернувшись у творчості до містики та релігії. В останні роки життя звернувся до жанру історичного роману.
Таяма Катай помер у 1930 році від раку горла.

## Критика
Таяма Катай зіштовхнувся із досить жорсткою критикою з боку сучасників. Зокрема відомий літератор Нацуме Сосекі закликав Таяму не перетворювати реальних людей на персонажів заради психологічної правдивості, а створювати психологічно точних персонажів.
Повість Таями «Постіль» традиційно вважається першим японським его-романом. Революційність твору, на думку тогочасного письменника і літературного критика Сімамури Хогецу, полягає в тому, що «більшість авторів зображають потворні речі, не описуючи потворних почуттів. Автор „Постелі“ зробив навпаки й показав нам не стільки потворні почуття, скільки потворні речі».
У Радянському Союзі Таяму Катая, хоч і згадували в літературознавчих текстах, але майже не перекладали через моралізм культурної політики.
| | Незабаром той же Катай Таяма висунув принципи «плаского» і «неприкрашеного зображення». Сенс цих принципів зводиться до декларації: «Ми виганяємо з мистецтва все розважальне; виганяємо все, що стосується майстерності; виганяємо все, що стосується ідеалів». Принцип жорсткої фотографічності логічно привів до твердження, що достовірно письменник може описати лишень самого себе. Письменникам запропонували публічно роздягтися. Так виникла его-белетристика, і на сторінках журналів і книжок постали вивернуті навиворіт душі й постелі відомих майстрів літератури. Оригінальний текст (рос.) Вскоре тот же Катай Таяма выдвинул принципы «плоскостного» и «неприкрашенного изображения». Смысл этих принципов сводился к декларации: «Мы изгоняем из искусства все развлекательное; изгоняем все, что относится к мастерству; изгоняем все, что относится к идеалам». Принцип жесткой фотографичности логически привел к утверждению, что достоверно писатель может описать только себя самого. Писателям предложили публично раздеться. Так возникла эгобеллетристика, и на страницах журналов и книг предстали вывернутые наизнанку души и постели известных мастеров литературы. |
| — Аркадій Стругацький, передмова до збірки Акутагави Рюноске з серії «Бібліотека всесвітньої літератури». | |

## Українські переклади
У 2023 році сходознавче видавництво «Сафран» видало збірку «Постіль. Повість і коротка проза», її переклала Юлія Осадча-Феррейра.
- Таяма Катай. Постіль. Повість і коротка проза. — Київ: Сафран, 2023. — 176 с.[4]

До збірки увійшли наступні твори:
1. «Постіль»,
2. «Пучок цибулі»,
3. «Скрип коліс»,
4. «Світанок»,
5. «Хворий на жінок»,
6. «Жіноче волосся»,
7. «Світлина»,
8. «Гість»,
9. «Парасолька»,
10. «Диво-птах».